# Piecewo (Bieszkowice)
Piecewo (kasz. Piecewò) – nieoficjalna nazwa części wsi Bieszkowice w Polsce położona w województwie pomorskim, w powiecie wejherowskim, w gminie Wejherowo
Miejscowość leży na obszarze leśnym Trójmiejskiego Parku Krajobrazowego.
Osada wchodzi w skład sołectwa Bieszkowice.
W latach 1975–1998 miejscowość administracyjnie należała do województwa gdańskiego.